# Бобрик (Миргородський район)
Бо́брик — село в Україні, у Миргородському районі Полтавської області. Населення становить 791 осіб. Входить до складу Великобудищанської сільської громади.
Після ліквідації Гадяцького району у липні 2020 року увійшло до Миргородського району.

## Географія
Село Бобрик знаходиться на лівому березі річки Псел, нижче за течією на відстані 4,5 км розташоване село Веприк, на протилежному березі — село Плішивець.
Річка в цьому місці звивиста, утворює лимани, стариці та заболочені озера. Знаходиться 22 кілометрів від міста Гадяч та 24 кілометра до залізничної станції Гадяч.

## Історія
Перша писемна згадка у 17 ст . Перші поселенці з Запоріжжя.
1719 році Бобрик, Веприцької сотні, Гадяцького полку гетьман Іван Скоропадський передає гадяцькому протопопу.
1781 році у Чернігівському намісництві.
1791 році у Київському намісництві.
1796 у складі Малоросійської губернії.
1802 році у складі Полтавської губернії.
1847 почала діяти сукноробна фільфарка В. С. Масюка
За даними на 1859 рік у власницькому та козачому селі Гадяцького повіту Полтавської губернії, мешкало 1882 особи (984 чоловічої статі та 998 — жіночої), налічувалось 145 дворових господарства, існувала православна церква та селітряний завод.
1861 році центр волості, дерев'яна Покровська церква(1875 року).
Станом на 1900 рік село 238 дворів, 1060 жителів, діяли 2 сільські громади , 2 земські училища, бібліотека центр Бобрицької волості
1910 рік Вепринська волость224 двори, 1634 жителя.
Захоплене комуністами у січні 1918 році.
1923 рік Бобрицький район, 2515 жителів підпорядковується 8 населених пунктів.
08.10.1941-09.09.1943 окупація села під час радянсько-німецької війни
Село постраждало внаслідок геноциду українського народу, проведеного окупаційним урядом СРСР 1923—1933 та 1946–1947 роках.
До 2019 року орган місцевого самоврядування — Бобрицька сільська рада.

## Пам'ятки
- Садибний будинок Масюкова, мурований. Нині використовується як приміщення школи.